# 기억 장치

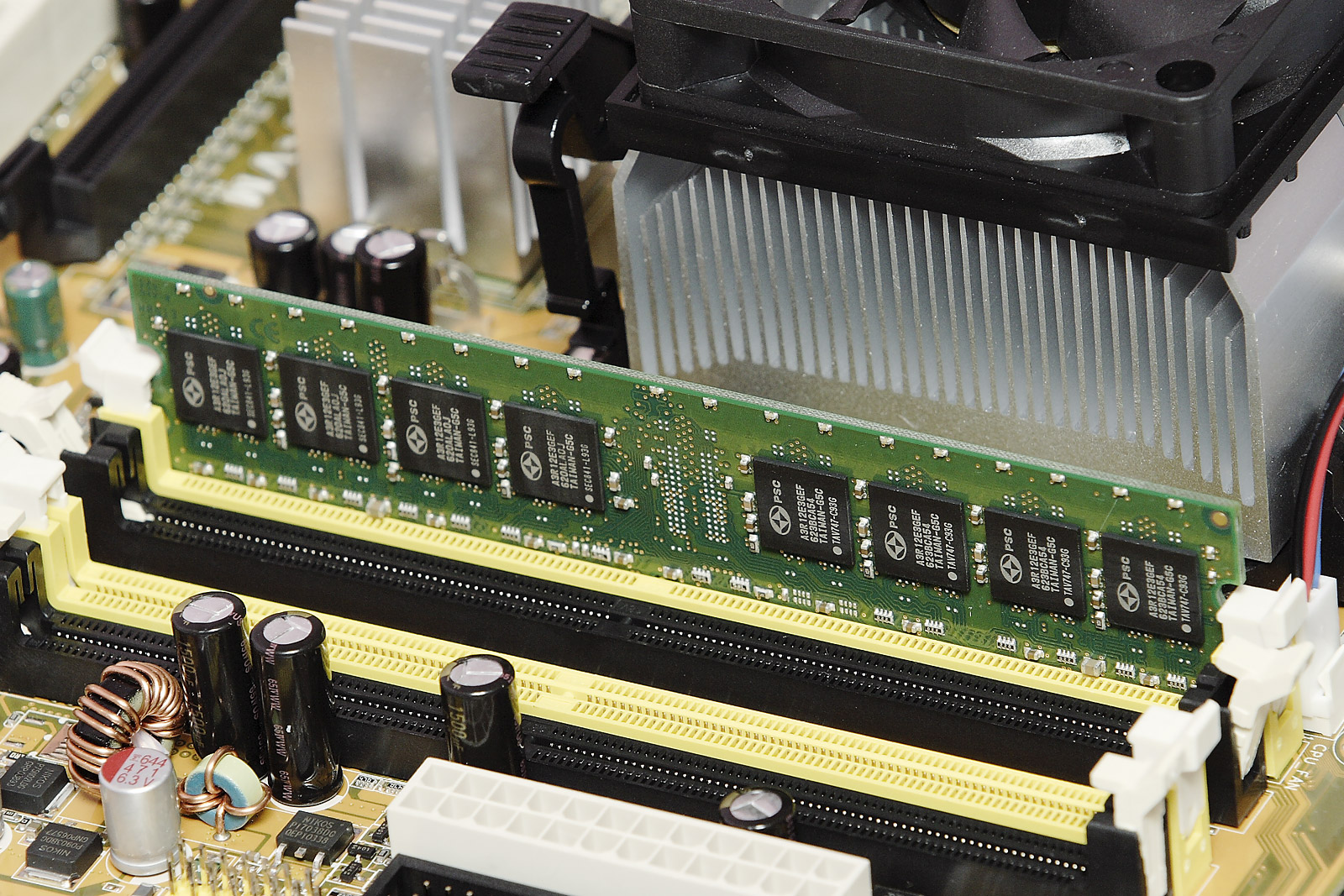
1 기가바이트의 DDR2 SDRAM을 개인용 컴퓨터에 장착한 모습.

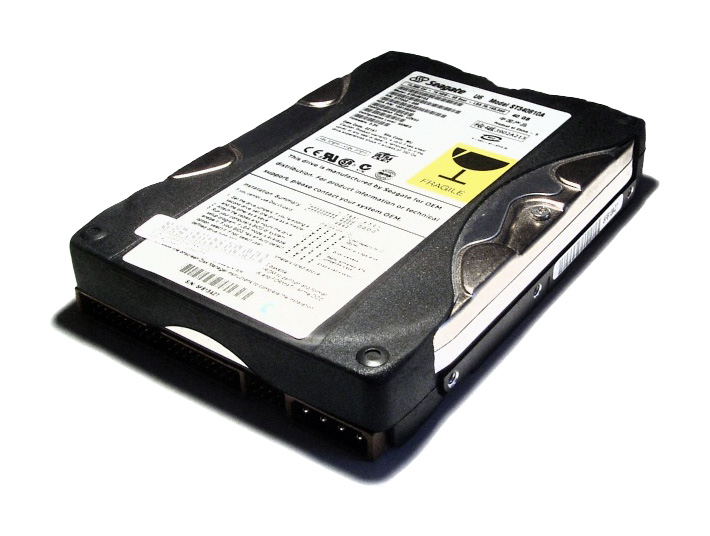
40 기가바이트의 하드 디스크 드라이브 (HDD). 기존의 컴퓨터에 연결할 때 세컨더리(secondary) 기억 장치의 역할을 함.

기억 장치(記憶裝置, computer data storage)는 컴퓨터에서 데이터(자료)를 일시적으로, 또는 영구히 보존하는 장치를 말한다. 비슷한 말로 저장 장치라고도 하는데 이때는 대체로 비휘발성의 기억 장치를 의미한다. 컴퓨터의 기억 장치는 주기억 장치와 보조 기억장치로 나눌 수 있다. 메모리(memory)는 종종 '기억 장치'라는 용어와 혼용되기도 하지만, 대체로는 주기억장치를 말하며 특히 램을 가리키는 경우가 많다.

## 기억 장치의 계층

### 오프라인 기억 장치
오프라인 기억 장치는 처리 장치의 통제를 받지 않는 매체나 장치의 컴퓨터 데이터 기억 장치이다.

## 특징

### 휘발성 여부
- 비휘발성 메모리
- 휘발성 메모리
  - 동적 램
  - 정적 램

### 이변성
- 읽기/쓰기 기억 장치 (이변적 기억 장치)
- 읽기 전용 기억 장치
- 느린 쓰기, 고속 읽기 기억 장치

### 접근성
- 임의 접근
- 순차 접근

### 주소 지정 가능도
- 위치 주소 지정 가능
- 파일 주소 지정 가능
- 내용 주소 지정 가능

### 성능
- 레이턴시
- 스루풋
- 입상(粒狀)
- 신뢰성

## 보조 기억 장치
보조 기억 장치는 주기억 장치를 확장한 것으로, 속도가 느리지만 보통 용량이 상대적으로 크다.
- 하드 디스크
- 디스켓(플로피 디스크)
- CD-ROM 계열
- DVD 계열
- 블루레이 디스크 (BD)
- 플래시 메모리
- 낸드 플래시
- NOR 플래시
- 집 드라이브
- 재즈 드라이브
- 자기 테이프
- USB 플래시 드라이브
- 솔리드 스테이트 드라이브

## 기억 용량
순수 용량
기억장치나 매체가 보유할 수 있는 저장 정보의 최대 용량이다. 비트나 바이트로 표현된다. (예: 10.4 메가바이트)
메모리 기억 밀도
저장된 정보의 밀도이다. 매체의 저장 용량을 길이, 면적, 부피 단위로 나눈 것이다. (예: 1.2메가바이트 퍼 스퀘어 인치)

## 같이 보기
- 메모리 관리
  - 가상 메모리
  - 메모리 할당
    - 동적 메모리
    - 메모리 누수
- 메모리 보호
- 파일 시스템
- 솔리드 스테이트 드라이브
- 대기 상태
- 쓰기 보호